# Aridaeus thoracicus
Aridaeus thoracicus là một loài bọ cánh cứng trong họ Cerambycidae.

## Hình ảnh

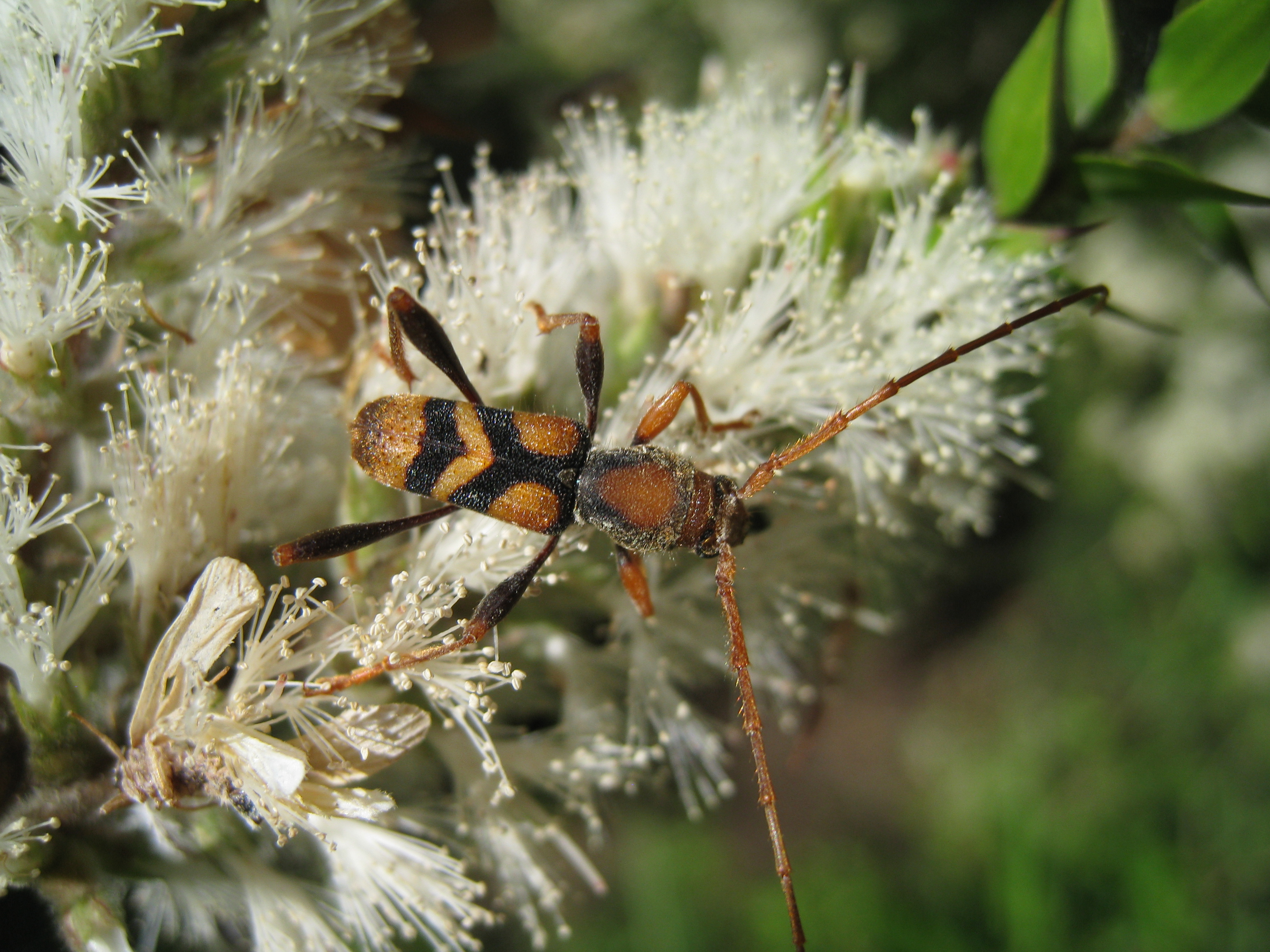
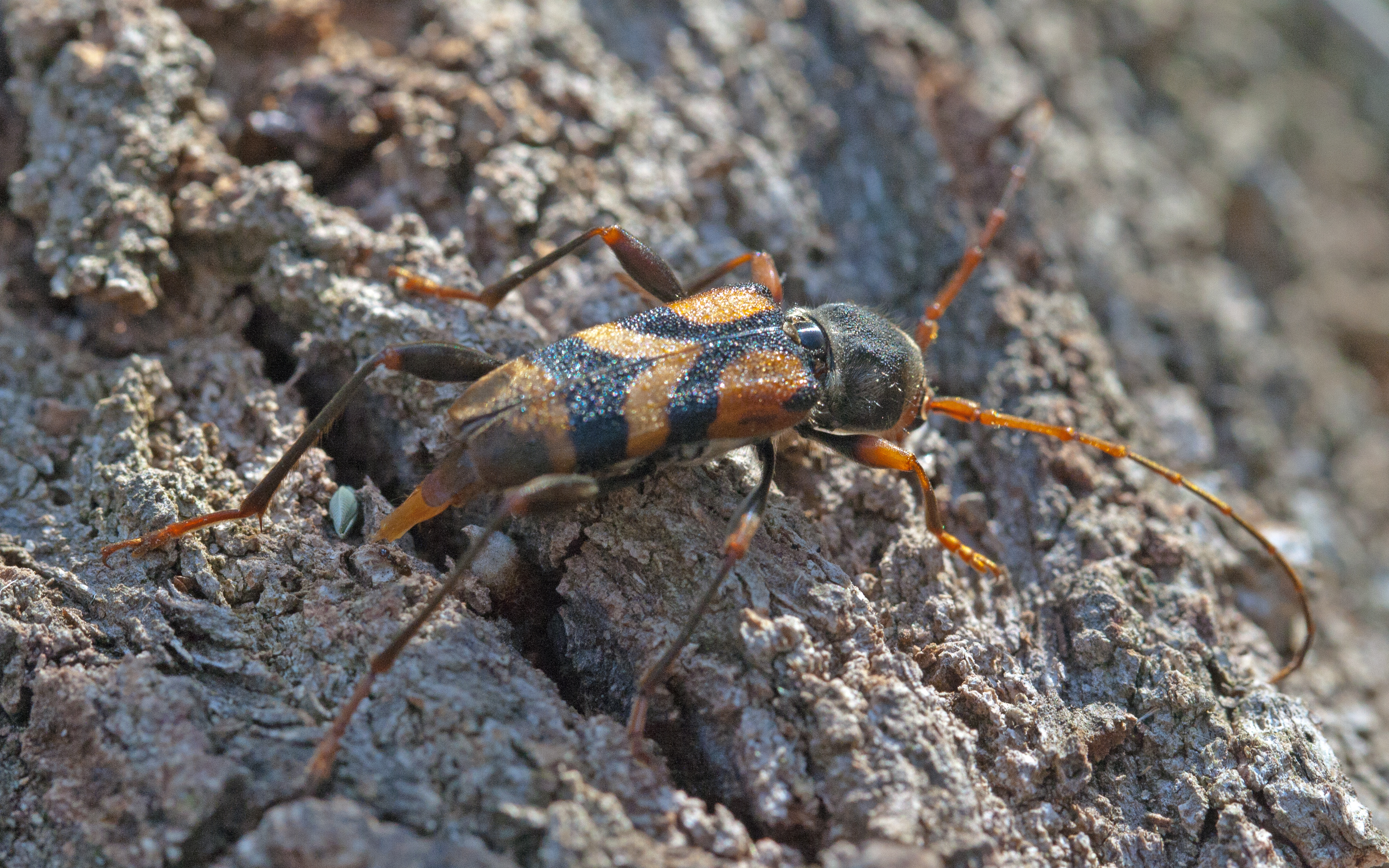
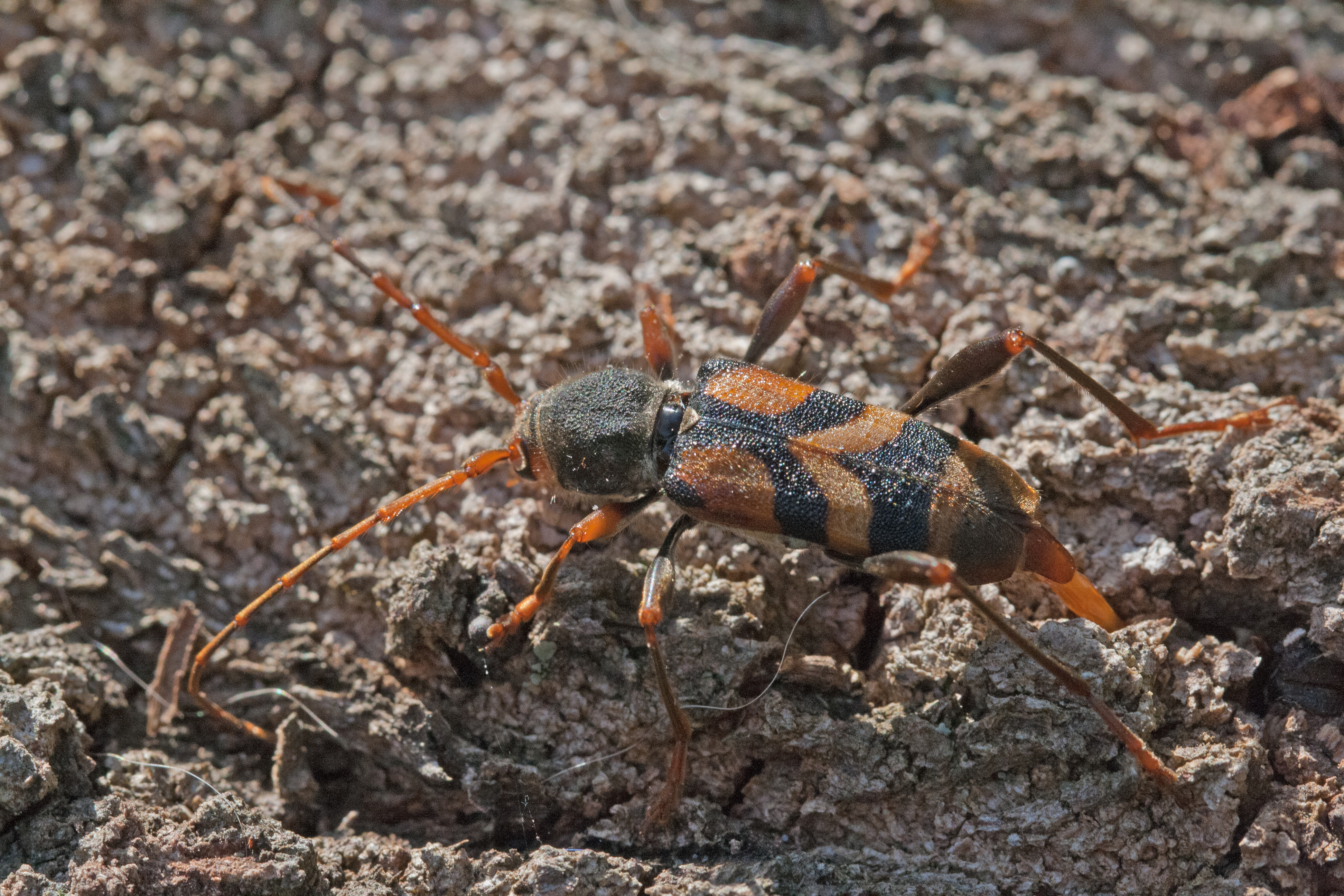
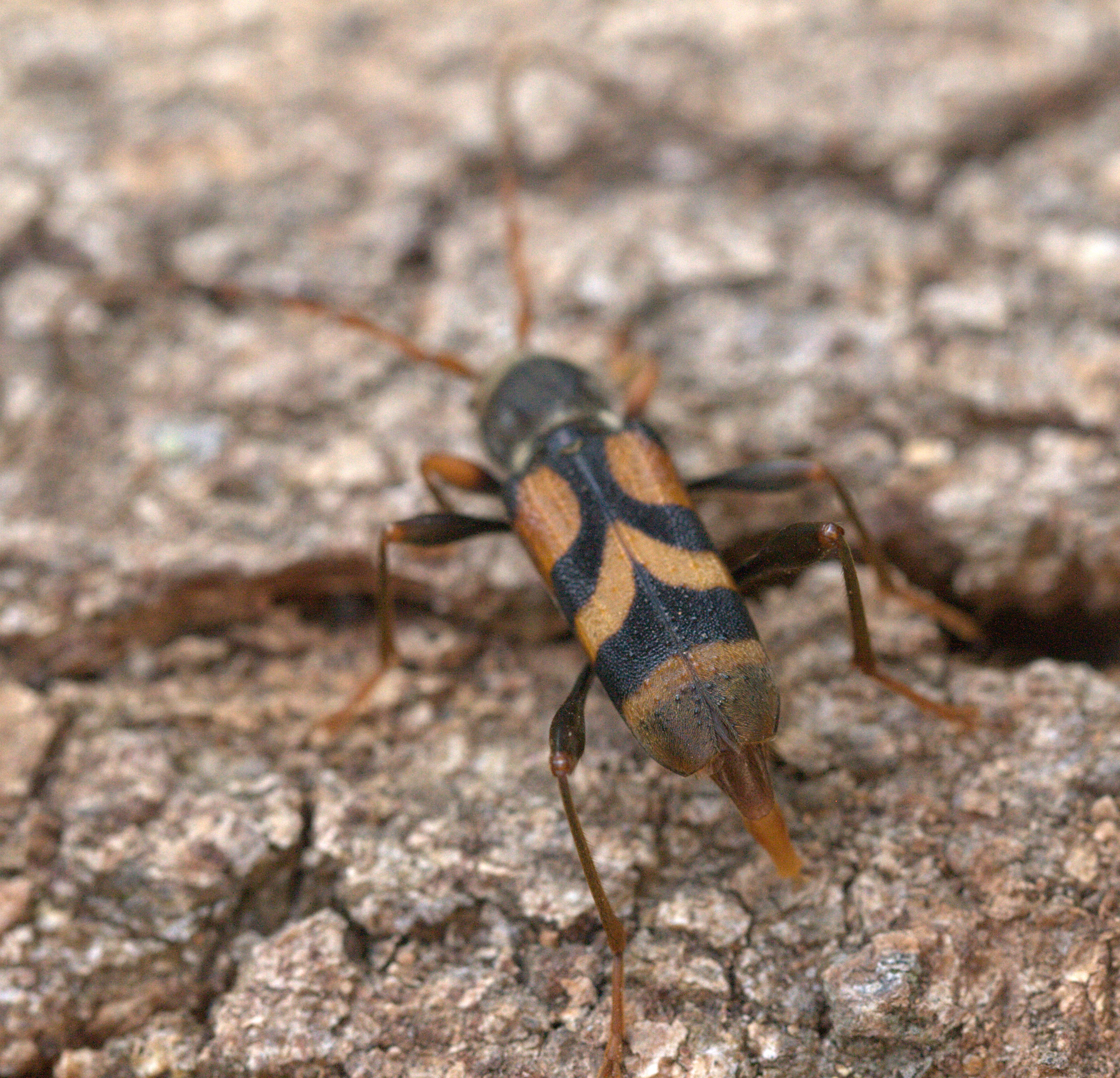